# Gerda Warning-Rippen
Gerda Warning-Rippen (* 1942 in Hamburg) ist eine deutsche Malerin und Theaterpädagogin.

## Leben
Gerda Warning-Rippen wurde 1942 als Tochter des Mathematikers und Physikers Ewald Warning und der Sekretärin Ellen Bricke in Hamburg geboren. Ewald Warning machte 1929 auf der durch die Reformpädagogik geprägten Lichtwarkschule Abitur, „seine Tochter erblickte das Licht der Welt im Licht der Flakscheinwerfer“ während des Zweiten Weltkrieges. Bis heute trägt die Künstlerin Erinnerungen an Sirenen in sich, die bevorstehende Bombenangriffe ankündigten. Zurückblickend erinnert sie sich an ihren frühen Wunsch, Schauspielerin werden zu wollen, „als Kleinkind heiterte ich im Luftschutzkeller die verängstigten Menschen auf!“
Ihre Eltern waren Mitglieder der Griffelkunst-Vereinigung Hamburg. Als Schülerin des Walddörfer-Gymnasiums im Hamburger Stadtteil Volksdorf spielte sie als Jugendliche im Schultheater Hauptrollen. Ästhetische Bildung mit Schwerpunkten im Musizieren, Theaterspielen und bildnerischen Gestalten spielte an dieser Schule eine wichtige Rolle.
Dem Studium der Germanistik, Philosophie und Russischen Philologie in Hamburg und Berlin, einer Tätigkeit in der Abteilung Fernsehspiel beim Norddeutschen Rundfunk in Hamburg und der Referendarausbildung in Karlsruhe folgte die Promotion in Basel mit einer vergleichenden Arbeit über Christoph Martin Wieland und Alexander Puschkin. Als Lehrerin für Deutsch, Russisch, Philosophie und Darstellendes Spiel unterrichtete sie ab 1975 an einem Hamburger Gymnasium. Sie leitete dort Theaterkurse und führte Regie. Die Schülerinnen und Schüler spielten nicht nur ihre Rollen, sondern gestalteten unter ihrer Leitung auch Kostüme, Bühnenbild, Bewegung und Musik. Eine ihrer Schülerinnen war Linda Zervakis. Motive einiger Theaterinszenierungen tauchen später in ihren Bildern auf oder bilden die Grundlage dieser Werke.
An der Kunsthochschule Armgartstraße nahm sie ein Kontaktstudium für Malerei bei Jaakov Blumas und Beate Wassermann auf. Zu weiteren wichtigen Lehrerinnen und Lehrern für Malerei und Zeichnung in verschiedenen Institutionen zählten Martin Conrad, Hella Köcher-Maue und Karin Witte. Roman Deppner, Kira van Lil  und Marina Schneede prägten sie im Bereich der Kunsttheorie. Die Fotokünstlerin und Kuratorin Carmen Oberst ermutigte sie ab 2007, ihr Atelier zu verlassen und ihr Werk einer größeren Öffentlichkeit zu zeigen.
Gerda Warnig-Rippen ist verheiratet und lebt und arbeitet in Hamburg.

## Werk
Das künstlerische Werk von Gerda Warning-Rippen ist vielfältig und setzt sich aus Malerei und Zeichnung zusammen. Collageartig fügt sie Bruchstücke der Erinnerung aus individueller Biografie und dem kulturellen Kanon zusammen, die sie zu eigenen Erzählungen verdichtet. Dabei be- und verarbeitet sie Kindheitserinnerungen, traumatische Erfahrungen, die politischen Utopien ihrer Zeit und die Auseinandersetzung mit literarischen, musikalischen und Bühnenwerken zu einer Einheit. Erfahrungen, die sie im Russland der 80er und 90er Jahre als Organisatorin von Schüleraustauschen und Reisegruppen gemacht hat, verschmelzen mit Rezeptionserfahrungen, die die promovierte Philologin in poetischen und erkenntnistheoretischen Gedankengebäuden geprägt haben. „Die Vorstellung eines kontinuierlichen Bildraums wird aufgelöst, aus der Farbe verdichten sich Formen nach ihren eigenen Gesetzmäßigkeiten. Sie halten im Fluss des assoziativen Erkennens die Schwebe zwischen Abstraktion und Gegenstand,“ erklärt die Künstlerin selbst ihre Werke. Zu den Orten, an denen die Arbeiten von Gerda Warning-Rippen zu sehen waren, gehören traditionelle Ausstellungsorte wie Galerien oder Museen, aber auch Kirchen oder Schlösser. Ihre Arbeiten befinden sich in zahlreichen Sammlungen.

## Ausstellungen (Auswahl)
- 2007: monsun-theater, Hamburg, (G)
- 2008: 13. IFUPA, „Kleidung“, „Primadonna“, PHOTO.KUNST.RAUM. Hamburg, (G)
- Kunstausstellung im Bootshaus, Hamburg, (G)
- 2009: 14. IFUPA „Mahlzeit“, PHOTO.KUNST.RAUM. Hamburg, (G)
- Stadtmuseum Wedel, Wedel, (G)
- Zeichnungen, PHOTO.KUNST.RAUM. Hamburg, (G)
- 2010: 15. IFUPA „Musik“, PHOTO.KUNST.RAUM. Hamburg, (G)
- „Musik“, Kulturforum Lüneburg, (G)
- 2011: 16. IFUPA „Retrospektive“, PHOTO.KUNST.RAUM. Hamburg, (G)
- „Hommage an Menschen“, PHOTO.KUNST.RAUM. Hamburg, (G)
- 2012: 17. IFUPA „Kosmos“, PHOTO.KUNST.RAUM. Hamburg, (G)
- „Malerei“, Staatliche Schlösser und Gärten Baden-Württemberg, Schloss Bruchsal, (G)
- Gerda Warning-Rippen, PHOTO.KUNST.RAUM. Hamburg, (E)
- 2013: „Gefährten …“, PHOTO.KUNST.RAUM. Hamburg, (G)
- „Boing“, Verkehrsmuseum Dresden, Dresden, (G)
- Ausstellung des BBK, Fabrik der Künste, Hamburg, (G)
- 2014: „Ephemere Bauwerke“, PHOTO.KUNST.RAUM. Hamburg, (G)
- „Ephemere Bauwerke“, Schloss Bruchsal, (G)
- 2015: „Lebensgeschichten“, PHOTO.KUNST.RAUM. Hamburg (E)
- „Lebensgeschichten“, Immanuelkirche Wedel, (E)
- „Kriegskinder unterwegs“, Christianskirche Hamburg-Ottensen, (E)
- „Schlittenfahrt – Märchenkomödien“, PHOTO.KUNST.RAUM. Hamburg, (E)
- 2016 Bühnenbild zu „Experimentelles Bühnenstück“ und Ausstellung im Foyer, monsun theater, Hamburg, (G)
- Bilder / Malerei (G), PHOTO.KUNST.RAUM. Hamburg, (G)
- Atelierbesuch, PHOTO.KUNST.RAUM. unterwegs, (G)
- „Art Bridge Hamburg–New York“ (G), NY Art Connection, Long Island (USA), (G)
- 2017: Bilder / Malerei, PHOTO.KUNST.RAUM. Hamburg, (G)
- „Kriegskinder unterwegs“, ParkArt 2017 (G), Emslandmuseum Schloss Clemenswerth, (G)
- „Nicht nur Luftschlösser“ Malerei (G), PHOTO.KUNST.RAUM. Hamburg, (G)
- 2018 „Vier Elemente – Archäologie der Zukunft“, Schloss Bruchsal, (G)
- „Nicht nur Luftschlösser“, Barfuss-Galerie Klaus Timm, Hamburg, (E)
- 2019: „Malerei“, Photo.Kunst.Raum., Hamburg, (E)
- 2020: „Selbst“, Photo.Kunst.Raum., Hamburg, (G)
- 2021: „Innere Landschaften“, Malerei, Barfuss-Galerie Klaus Timm, Hamburg, (E)
- 2024: Sammlung Carmen Oberst. Photokunstraum. „Lebensspuren“, Schloss Bruchsal, (G)

## Einzelpublikationen
- 2007: Gerda Warning-Rippen: Bilder 2004–2007, Hamburg
- 2009: Gerda Warning-Rippen, Bilder und Zeichnungen, 2007–2009, Hamburg 2009
- 2012: Gerda Warning-Rippen: Neue Bilder und Zeichnungen 2009–2012, Hamburg
- 2015: Gerda Warning-Rippen: Bilder und Zeichnungen 2012–2015, Hamburg
- 2020: Gerda Warning-Rippen: Nicht nur Luftschlösser. Bilder und Zeichnungen 2015–2020, Hamburg

## Gemeinschaftspublikationen
- 2008: Primadonna. Masken, in Kleidung, in: Carmen Oberst Edition Art Lexikon 6, Hamburg
- 2009: Nicht nur Vegetarisches. In: Carmen Oberst Edition Art Lexikon 7, Hamburg
- 2010: Musik. In: Carmen Oberst Edition Art Lexikon 8, Hamburg
- 2011: Retrospektive. In: Carmen Oberst Edition Art Lexikon 9, Hamburg
- 2012: Kosmos Kunst. In: Carmen Oberst Edition Art Lexikon 10, Hamburg
- 2013: Fahrzeuge. In: Carmen Oberst Edition Art Lexikon 11, Hamburg
- 2014: Bauwerke. In: Carmen Oberst Edition Art Lexikon 12, Hamburg
- 2015: Der Mensch. In: Carmen Oberst Edition Art Lexikon 13, Hamburg
- 2016: Reisen. In: Carmen Oberst Edition Art Lexikon 14, Hamburg
- 2017: Theater/Papier. In: Carmen Oberst Edition Art Lexikon 15, Hamburg
- 2018: Nicht nur Luftschlösser. In: Carmen Oberst Edition Art Lexikon 16, Hamburg
- 2019: Das rote Kleid. In: Carmen Oberst Edition Art Lexikon 17, Hamburg
- 2020: Selbst. In: Carmen Oberst Edition Art Lexikon 18, Hamburg
- 2023: Lebensspuren. In: Carmen Oberst Edition Art Lexikon 21, Hamburg
- 2024: Immanuelkirche Wedel 2014-204. 10 Jahre Kooperation mit dem Photo.Kunst.Raum, Hamburg
- 2025: Auf den Spuren von Maria Lion. In: Carmen Oberst Edition Art Lexikon 22, Hamburg

## Mitgliedschaften
- Gerda Warning-Rippen ist Mitglied im Berufsverband Bildender Künstlerinnen und Künstler e.V. Hamburg (BBK Hamburg)
- Fachverband Theater in Schulen, Hamburg
- Hamburger Russischlehrerverband